# Joan Sala i Lloberas

En record de Joan Sala i Lloberas, editat per l'Ajuntament de Lloret de Mar en record de l'autor

Joan Sala Lloberas (Lloret de Mar, 28 de febrer de 1925 – 15 de març de 2010) va ser un pescador, escriptor autodidacta i pintor lloretenc que va retratar, per escrit i amb els seus pinzells, els ambients, costums i tradicions marineres de la seva Vila natal.

## Biografia
Joan Sala Lloberas va néixer al número 25 del carrer Venècia, cantonada Sénia del Barral, on va viure els onze primers anys de la seva vida. Era fill d'Agustí Sala i Raurell i Rosa Lloberas Martí. El pare era conegut amb el sobrenom de Gustinet Trons. Trons era el motiu o sobrenom d'una nissaga de pescadors amb orígens a la pagesia. El motiu de la seva mare, igual que el de la seva àvia, era Sa Llampada. De petit va estudiar a les Escoles Parroquials. Durant la Guerra Civil va rebre classes de Mossèn Josep Mundet Vidal, un capellà lloretenc. Acabada la guerra va estudiar un parell d'anys més a les Escoles Parroquials. Després es va posar a treballar, primer en una fàbrica tèxtil, però després el seu pare es va posar malalt i, per ajudar-lo, va anar a pescar amb ell. Quan el pare va morir, el 1948, Sala va continuar amb l'ofici de pescador. El 1957 va ser escollit Patró Major de la Confraria de Pescadors, càrrec que ostentà durant trenta-dos anys. Entre 1961 i 1967 fou també regidor municipal. El 1975, quan tenia cinquanta anys, va vendre la teranyina, i va deixar la feina de pescador per passar a regentar la bodega Sa Xarxa. Joan Sala Lloberas morí el 15 de març de 2010.

## Joan Sala i el dibuix
Sala Lloberas sempre va sentir atracció pel dibuix. Durant la Guerra Civil, va anar a l'Escola d'Arts i Oficis que el pintor gironí Joan Orihuel i Barta tenia a Lloret de Mar. A més, va aprendre molt del pintor Joan Llaverias i Labró, que passava els estius a Lloret, des de 1917 fins a la seva mort, el 1938. També va conèixer i aprendre d'altres pintors com Joan Ardanuy
i Josep Ventosa. La seva vida professional com a patró o la seva tasca com a president de la Confraria, no el van fer abandonar la seva vocació artística. La seva pintura immortalitzava penya-segats, caletes i roquisses amb pinzellades de tonalitats grises i blaves o verdoses, així com postes i sortides de sol amb tonalitats rogenques i violàcies. Va participar en nombroses exposicions col·lectives. El 1965 i el 1976 va fer exposicions individuals en sales d'exposicions municipals. El 2001 va participar en una exposició al claustre de l'Arxiu Històric de Sant Josep a Girona, presentada amb el títol pintors historiadors, que posava en relleu els seus coneixements sobre la història de la pesca.

## L'escriptura de Joan Sala
L'afició a l'escriptura li va començar de gran. El 1986, publicà el seu primer llibre, La gent de mar a Lloret, prorrogat per l'escriptor lloretenc Esteve Fàbregas i Barri en el qual recollia expressions costumistes i frases curioses de la gent de mar. El llibre anava il·lustrat amb fotografies antigues i dibuixos del mateix Sala Llobreras. El 1990, publicà La gent de mar a Lloret. Anècdotes i fets, ambdós amb patrocini municipal i amb la mateixa temàtica. El mateix any fa el tercer llibre, La costa de Lloret, una descripció del litoral lloretenc, amb un recull de topònims situats en dibuixos del litoral fets per l'autor. El llibre va ser editat pel Club Marina Casinet. L'any 1994 va escriure conjuntament amb l'historiador Joan Domènech i Moner La pesca, de la col·lecció Quaderns de la Revista de Girona que incorporava un encartable amb dibuixos de cadascun dels sistemes de pesca descrits en el text. El 1995 publicà Mirant enrere: El barri de Venècia de Lloret i la seva gent descrivint el veïnat i recollint records de joventut, anècdotes familiars, etc. El 2005 va participar amb una narració titulada Una història de la mar al llibre 50 anys del Club Nàutic de Lloret de Mar amb motiu dels 50 anys d'aquesta entitat. El 2006 va publicar Històries de rem i vela i el 2007 Lloret, imatges del passat, un recull dels seus dibuixos a ploma de racons de la costa i de la feina dels pescadors. El 2008 va aparèixer Els nostres peixos: captura i experiències. Aquell mateix any, sobre aquest tema de l'orneig, també va escriure una part del llibre El Trull de Lloret: 40 anys sobre el restaurant El Trull. Abans de morir estava preparant un recull de locucions típiques locals, de la gent de mar, que els redactors de La Costa es van encarregar d'editar. El llibre pòstum, va sortir el 13 d'abril de 2010, amb el títol Expressions i dites lloretenques mullades d'aigua salada. L'escriptura, igual que la pintura, li servia a Sala Lloberas per a donar a conèixer els seus paisatges mariners i la història i la vida de la gent de mar.

## Obres
- La gent de mar a Lloret (1986)
- La gent de mar a Lloret. Anècdotes i fets (1990)
- La pesca (1990)
- La costa de Lloret (1990)
- Mirant enrere: El barri de Venècia de Lloret i la seva gent (1995)
- Històries de rem i vela (2006)
- Lloret, imatges del passat (2007)
- Els nostres peixos: captura i experiències (2008)
- Expressions i dites lloretenques mullades d'aigua salada (2010)